# علم الإجرام
علم الإجرام هو الدراسة العلمية لمنع السلوك الإجرامي، ومعرفة طبيعتها وأسبابها، ، وكيفية السيطرة عليها، سواء على المستوى الفردي، أو الاجتماعي. علم الإجرام هو مجال متعدد التخصصات في كل من العلوم السلوكية والاجتماعية، والاعتماد بشكل خاص على البحوث من علماء الاجتماع، وعلماء النفس، والفلاسفة، والأطباء النفسيين، وعلماء الأحياء، وعلماء الأنثروبولوجيا الاجتماعية، فضلا عن فقهاء القانون.
شهد علم الجريمة على مدى الـ100 سنة الماضية في الولايات المتحدة الأميريكية ثلاث مراحل: المرحلة الأولى (1900-1930): وهي العصر الذهبي للبحوث. المرحلة الثانية (1930-1960): وهي العصر الذهبي للنظرية، والبحوث الجنائية والنظرية، والمرحلة الثالثة (1960-2000): ينظر إليها على أنها نقطة تحول هامه  الإجرام. تم وضع مصطلح علم الجريمة من قبل البروفيسور الإيطالي  غاروفالو ومن ثم من قبل الفرنسي بول .

## المدارس التي اهتمت بالفكر الإجرامي
في منتصف القرن الثامن عشر، نشأت مدارس فكر علم الإجرام، وذلك عندما فكر الفلاسفة الاجتماعيون في الجريمة ومفاهيم القانون. ومع مرور الوقت، تطورت عدة مدارس فكرية، منها ثلاثة مدارس رئيسية في النظرية الإجرامية المبكرة، والتي امتدت من منتصف القرن الثامن عشر، حتى منتصف القرن العشرين. وهي: الكلاسيكية، والواقعية، وشيكاغو. فيما حل محلها العديد من النماذج المعاصرة لعلم الجريمة، مثل الثقافة الفرعية، والتحكم، والإجهاد، والتصنيف، وعلم الجريمة الحاسم، وعلم الإجرام الثقافي، وعلم الجريمة ما بعد الحداثي، وعلم الجريمة النسوية.

### المدرسة الكلاسيكية
نشأت المدرسة الكلاسيكية في منتصف القرن الثامن عشر، ولها أساسها في الفلسفة النفعية. ناقش سيزاري بيكاريا مؤلف وكاتب عن جرائم وعقوبات، بالإضافة لفلاسفة آخرين:
1. الناس لديهم الإرادة الحرة لاختيار كيفية التصرف.
2. أساس الردع هو فكرة أن البشر يحبون «المتعة» ويسعون للمتعة وتجنب الألم، ويقومون بحساب فوائد أضرار تصرفاتهم. ويمكن أن تشكل العقوبة رادعًا عن الجريمة للأشخاص، لأن العواقب السلبية للعقوبة تفوق فوائد الجريمة.
3. الطريقة الأكثر سرعة للعقوبة، هي أكثر طريقة رادعة وفعالة للتصرفات الإجرامية.

وقد تطورت هذه المدرسة خلال عملية إصلاح رئيسية في علم الأمراض، عندما بدأ المجتمع في تصميم السجون من أجل العقاب الشديد. وشهدت هذه الفترة أيضا العديد من الإصلاحات القانونية، والثورة الفرنسية 

### المدرسة الواقعية
تقول المدرسة الواقعية يأتي السلوك الإجرامي من العوامل الداخلية والخارجية خارج نطاق السيطرة للفرد. استخدم الفلاسفة في هذه المدرسة المنهج العلمي لدراسة السلوك البشري وتشتمل المدرسة الواقعية على ثلاثة أقسام: القسم البيولوجي، والنفسي، والواقعية الاجتماعية.

#### المدرسة الإيطالية
تشيزري لومبروزو (1835-1909)، طبيب شرعي إيطالي، عمل في نهايات القرن الثامن عشر، وكان يدعى «الأب» في علم الإجرام. كما كان واحدًا من المساهمين الرئيسيين في الوضعية البيولوجية. وأسس المدرسة الإيطالية لعلم الإجرام. اتخذ لومبروزو منهجًا علميًا، وأصر على الأدلة التجريبية لدراسة الجريمة. اقترح أن السمات الفيزيولوجية مثل قياسات عظام الخد أو خط الشعر، أو الحنك المشقوق يمكن أن تشير إلى الميول الإجرامية وقد أبطل هذا النهج، الذي جاء تأثيره عن طريق نظرية التنظير ونظرية تشارلز داروين للتطور. ويعتقد انريكو فيري، وهو طالب في لوبروسو، أن العوامل الاجتماعية والبيولوجية لعبت دورًا كما يعتقد أنه لا ينبغي اعتبار المجرمين مسؤولين عندما تكون العوامل المسببة لإجرامهم خارجه عن إرادتهم. وقد رفض علماء الإجرام منذ ذلك الحين نظريات لوبروسو البيولوجية.
وتقترح المدرسة الوضعية الاجتماعية بعوامل اجتماعية مثل الفقر، أو العضوية في الثقافات الفرعية، أو انخفاض مستويات التعليم التي تسبق الناس بالإجرام. استخدم ادولف البيانات والتحليل الإحصائي لدراسة العلاقة بين الجريمة والعوامل الاجتماعية، قام لانس لونر بتقديم ثلاث أبحاث مختلفة حول وفي كل واحد منها تم البرهنة على أن قلة التعليم هي من أسباب الفقر، كما استخدم راوسون إحصائيات الجرائم التي تدل على وجود علاقة بين ففي المدن ذات الكثافة السكانية العالية يزداد معدل الجريمة قام جوزيف فليتشر وجون جلايد بقراءة أوراق إلى الجمعية الإحصائية بلندن حول دراستهما للجريمة وتوزيعها. واستخدم هنري مايهيو أساليب تجريبية ونهجًا إثنوغرافيًا لمعالجة المسائل الاجتماعية والفقر، وقدم دراساته في لندن للعمالة ولندن بور. اعتبر إميل دوركهايم أن الجريمة جانباً محتوماً في المجتمعات غير المتكافئة وتوزيع الثروة والاختلافات الأخرى بين الناس.

### مدرسة شيكاغو
نشأت مدرسة شيكاغو في أوائل القرن العشرين، من خلال عمل روبرت أي بارك، ارنست بورغيس، وعلماء آخرين في جامعه شيكاغو. في العشرينات، حدد بارك وبورغس خمسة مناطق مركزية غالبا ما تتواجد في المدن النامية، بما في ذلك مايسمى «منطقه الانتقال»، أي أكثر المناطق المعرضة للاضطراب. وفي الأربعينات، ركز كل من هنري مكوكليفورد ر على جنح الأحداث، ووجدوا أنهم يتركزون في المنطقة الانتقالية. التي تم تحديدها على أنها الأكثر تقلبًا وعرضة للفوضى. اعتمدت شيكاغو علماء الاجتماع المدرسة والبيئة الاجتماعية منهجية دراسة المدن وافترض أن الأحياء الحضرية ذات المستويات العالية من الفقر غالبا ما تواجه انهيار في البنية الاجتماعية والمؤسسات مثل الأسرة والمدرسة. وهذا يؤدي إلى اضطراب اجتماعي، مما يقلل من قدرة هذه المؤسسات على التحكم في السلوك وخلق بيئة ناضجة للسلوك المنحرف.
اقترح باحثون آخرون ارتباطًا اجتماعيًا نفسيًا إضافيًا. اقترح إدوين ساذرلاند أن الناس يتعلمون السلوك الإجرامي من المجرمين الأكبر سنا والأكثر خبرة وتشمل النظريات النظرية المستخدمة في علم الجريمة التحليل النفسي، والوظيفية، والتفاعلية، والماركسية، والاقتصاد القياسي، ونظرية النظم، وما بعد الحداثة، وعلم الوراثة، وعلم النفس العصبي، وعلم النفس التطوري.

### نظريات البنية الاجتماعية
وتطبق هذه النظرية على مجموعة متنوعة من النهج داخل قواعد علم الجريمة على وجه الخصوص، وفي علم الاجتماع بشكل أعم باعتبارها نظرية الصراع أو منظور الصراع الهيكلي في علم الاجتماع، وعلم الاجتماع من الجريمة. ونظرًا لأن هذا المنظور هو في حد ذاته واسع بما فيه الكفاية، فإنه يتبنى تنوعا في المواقف.

### النظريات الفردية

#### نظرية الخائن
وفي الجانب الآخر من الطيف، طور عالم الإجرام، لوني أثينس، نظرية حول الكيفية التي تؤدي بها المعاملة الوحشية للآباء أو الأقران التي تحدث عادة في مرحلة الطفولة إلى جرائم العنف في سن الرشد. ووافقه الرأي لوني أثينس وكلاهما رفض نظريات الوراثة الجينية.

#### نظرية النشاط الروتيني
تعتمد نظرية النشاط الروتيني، التي طورها ماركوس فيلسون ولورانس كوهين اليومية. تتطلب فرصة الجريمة أن تتقارب العناصر في الزمان والمكان بما في ذلك الجاني الدافع، أو الهدف المناسب أو الضحية، وعدم وجود وصي قادر. يمكن للوصي في مكان ما، مثل الشارع، أن يشمل حراس أمن أو حتى مارة عاديين قد يشهدون الفعل الإجرامي وربما يتدخلون أو يبلغون عنه لتنفيذ القانون.

## تعاريف علم الجريمة
تتخذ كل من المدارس الوضعية والكلاسيكية رؤية إجماعية للجريمة: إن الجريمة هي فعل ينتهك القيم والمعتقدات الأساسية للمجتمع. هذه القيم والمعتقدات تتجلى كقوانين يوافق عليها المجتمع.
تكمن جذور القوانين الطبيعية في القيم الأساسية المشتركة بين العديد من الثقافات. تحمي القوانين الطبيعية من الأذى الذي يلحق بالأشخاص (مثل القتل والاغتصاب والاعتداء) أو الممتلكات (السرقة) وتشكل الأساس لأنظمة القانون العام.
يتم سن النظام الأساسي من قبل الهيئات التشريعية ويعكس الأعراف الثقافية الحالية، على الرغم من أن بعض القوانين قد تكون مثيرة للجدل، مثل القوانين التي تحظر استخدام القنب والمقامرة. يدعي علم الإجرام الماركسي وعلم الجريمة الحاسم أن معظم العلاقات بين الدولة والمواطن لا تتم بالتراضي، وعلى هذا النحو، فإن القانون الجنائي لا يمثل بالضرورة المعتقدات والرغبات العامة: فهو يمارس لصالح الطبقة الحاكمة أو المسيطرة. تميل أكثر جرائم الجناح اليميني إلى افتراض وجود عقد اجتماعي رضائي بين الدولة والمواطن.
ولذلك، فإن تعريفات الجرائم تختلف من مكان إلى آخر، وفقا للقواعد والأعراف الثقافية، ولكن يمكن تصنيفها كما جريمة ذوي الياقات الزرقاء، جرائم الشركات، الجريمة المنظمة، جريمة سياسية، جريمة النظام العام، جريمة دولة، تابعة للدولة جرائم الشركات، وجرائم ذوي الياقات البيضاء. ومع ذلك، كانت هناك تحركات في النظرية الإجرامية المعاصرة للابتعاد عن التعددية الليبرالية، والبعد الثقافي وما بعد الحداثة. من خلال تعريف مصطلح «الضرر» العالمي في النقاش الإجرامي كبديل للمصطلح القانوني «جريمة».